# 和泉號防護巡洋艦
和泉号防护巡洋舰（日语：／ izumi ?）是旧日本海軍的防护巡洋舰。本舰原本为智利海军向英国订购的军舰埃丝梅拉达号，作为世界上第一艘真正意义上的防护巡洋舰，新建成之时凭借其出众的速度和防护能力显赫一时，开创了一个全新的舰种。
埃丝梅拉达号在进入智利海军服役不久，即作为主要战力之一参加了1891年的智利内战。1894年日本为了在甲午战争中应对清朝的北洋水师，而紧急从智利政府手中购得本舰，并改名为“和泉”。当日本海军正式接收本舰时，北洋舰队已经接近崩溃的边缘，因此本舰只在甲午战争后期进行了有限的辅助行动。其后本舰参加了日俄战争，在对马海峡海战中作为侦察舰艇为日本联合舰队提供了重要的情报支援。
本舰的智利名字来源于纪念巡防舰埃丝梅拉达号，原西班牙军舰，在智利独立战争期间为智利军队所捕获。日本名字则来源于和泉國，为第二艘使用“和泉”此名的军舰。（初代和泉则为1868年（明治元年）6月高知藩向外人购入的一艘蒸汽船，制造场所、年月、原名等均不详；1867年7月由久留米藩管理，之后的舰历均欠奉。）

## 设计和概述

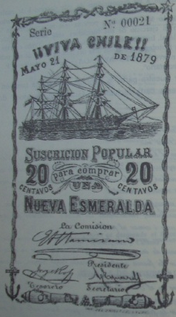
1879年的一份面向公众的认购券，为了“新埃丝梅拉达号”而筹款，面值20分

十九世纪70年代末，英国设计师乔治·怀特威克·伦德尔根据智利海军的需求，设计了一款新型的巡洋舰。这一工作又由伦德尔的后继者威廉·亨利·怀特接手继续进行。这款军舰在水线下装设了一层弯曲的装甲，中间凸起两边低陷，因其形状而得名“穹甲”，同时将军舰所有的关键部位（锅炉、轮机、弹药库）均设置在这层穹甲以下。此一革命性设计使得本舰拥有着空前的防护能力，成为了世界上第一艘真正的防护巡洋舰。
除了比起之前的无防护巡洋舰更强的防护能力之外，本舰也有其他革新之处。本舰进行海试时录得18.29節（33.87每小時）的最高速度，一跃而成为当时世界上最快的巡洋舰。这一消息在专业人员和新闻媒体之中引起了轰动，1884年8月22日，时威爾士親王（即日后的爱德华七世）慕名登舰参观。诸多创新使得本舰的设计成为日后世界上多个国家的新巡洋舰的范本，这一大系列舰艇也因此得名“埃尔斯维克巡洋舰（英語：Elswick cruisers）”。
本舰长82.2米，宽12.8米，吃水5.6米，标准排水量2950吨。外观上本舰的一大革新之处在于船艏楼、舰艉楼甲板和中部甲板全部从木材替换成了装甲甲板，这在小排水量舰艇上还是第一次。动力部分为两台罗伯特-威廉·霍索恩公司生产的两段膨胀式蒸汽机，输出功率6,083匹馬力（4,536千瓦特）。
本舰出厂时的主炮为两门阿姆斯特朗30倍径10英寸（254）单装炮，艏艉各一门，均安装在旋转炮座上。副武器为6门阿姆斯特朗40倍径单装6英寸（152）炮，均匀分布在舰体中部。轻型火力包括两门哈齐开斯40倍径单装57毫米6磅速射炮，5门单装40毫米2磅海军用速射炮，以及1挺加德纳机枪。同时舰艏也进行了加强，以进行当时海军界流行的撞击战术。原设计本来还打算在舰艉安装一具鱼雷发射管，不过最终没有实施。
防护方面，装甲甲板从舰艏一直延伸到舰艉，位置在水下1.5米处，在关键的轮机、弹药库等部位装甲厚度1英寸（25）。煤舱也设计成环绕关键区域以进一步增大防护能力。主炮也拥有防护装甲。
日本取得此艦後，發覺它不適合在東亞水域運作，因此直到退役都沒有派它擔當重任。

## 舰历

### 智利海军时期

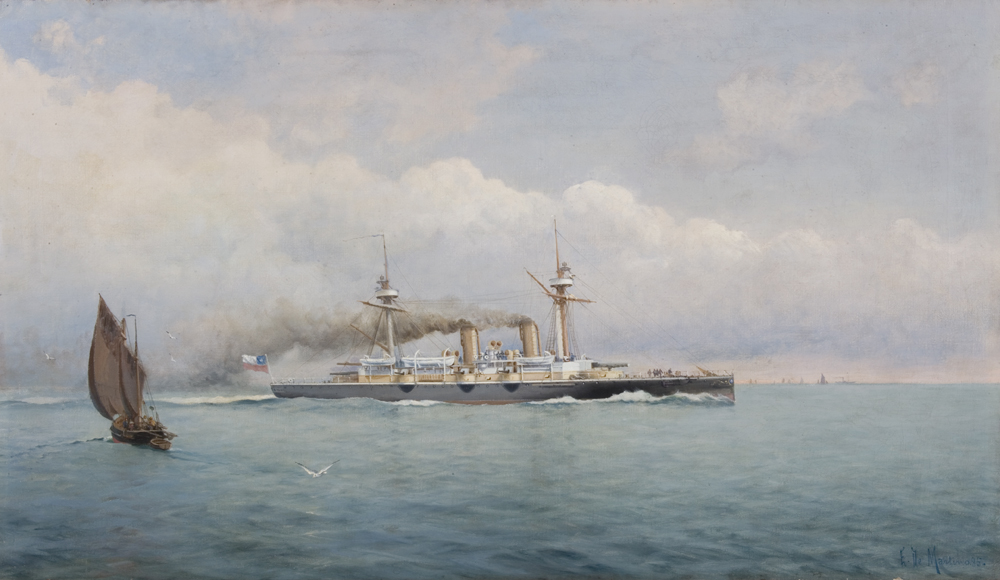
埃丝梅拉达号

1881年4月5日，本舰开始动工兴建，船厂编号429。1883年6月6日本舰下水，1884年7月15日建成。
1885年3月，哥伦比亚从巴拿马抽调部队前往卡塔赫纳镇压叛军。时为哥伦比亚领土的巴拿马视此为良机，当地旋即发生了叛乱。美国于是宣布根据1846年的《马利亚里诺-比德莱克条约》，出兵巴拿马地区维持秩序。同年4月7日，不足1400吨的木质螺旋桨推进纵列帆船谢南多厄号抵达巴拿馬城；10日后续美国军舰抵达科隆。智利方面随即对美国的干涉作出反应，派出刚服役没多久的埃丝梅拉达号进行反击。4月28日埃丝梅拉达号到达巴拿馬城，监视美国的行动。埃丝梅拉达号的舰长得到的命令是，倘若美国打算吞并巴拿马，将立即发动攻击消灭美军舰艇。但埃丝梅拉达号依然晚了一步，到达巴拿马城时美军早已撤出，4月30日哥伦比亚政府军重新接管该城。究竟埃丝梅拉达号的行动是否影响了美军的决策，这还存在争议；但是根据同年8月的一份美国出版物称，“（埃丝梅拉达号）可以一艘接一艘地摧毁我们整个海军，而自己根本都不会被碰到一下”。
1890开始，智利的总统派和议会派之间的冲突逐渐激化，1891年1月内战终于爆发。埃丝梅拉达号参加了议会军，1月在豪尔赫·蒙特海军上校（日后海军中将、议会派领袖，战后当选智利总统）的指挥下，与铁甲舰布兰科·恩卡拉达号一同前往瓦尔帕莱索，随后继续向北进发至塔拉帕卡大区。2月埃丝梅拉达号在伊基克沿岸炮击依然效忠总统何塞·曼努埃尔·巴尔马塞达的设施。8月，埃丝梅拉达号在孔孔之战中发挥了重要作用，利用其火炮轰炸总统军阵地，加速了总统军的崩溃。
1894年3月，智利政府与阿姆斯特朗公司洽谈，商议升级埃丝梅拉达号的锅炉以及火炮等事宜，同时希望根据实战经验进行一些小修改。不过这一计划还没有来得及实施，日本就抢先接触了智利，希望购买埃丝梅拉达号，以增强海军实力与清朝作战。同年10月10日，日本海军大臣西鄉從道即在阁议上提出购买军舰。经过初步的调查，适合的军舰有阿根廷的三艘，分别是奥匈建造的装甲巡洋舰巴塔哥尼亚号，英国建造的中央炮位铁甲舰布朗海军上将号，以及梅依号（音译自日语メイ）；还有就是智利的埃斯梅拉达号。其中阿根廷的三艘估计要花费892万7767日元，日本海军希望以临时军事费的名义划拨款项，11月5日得到裁可，然而在购买的谈判中遇到相当多的阻碍，这笔军购只能告吹。而另一边智利的埃斯梅拉达号估算296万0323日元，费用就从前面预定向阿根廷支付的军费里支出，这一提议得到了内阁总理大臣的认同。智利政府乐得促成这笔交易，又不愿意违反明面上官方的中立态度，于是双方同意由厄瓜多尔政府作为中间人，先由厄瓜多尔买下埃丝梅拉达号，然后再由厄瓜多尔转卖给日本。11月15日双方签订交易合同，实际交易地点定在科隆群岛。随后本舰升起厄瓜多尔的旗帜开赴日本，12月8日出发，1905年2月5日抵达横须贺港；直到到达目的地舰上的厄瓜多尔旗才降下。

### 日本海军时期

#### 前期
1895年1月8日，埃斯梅拉达号还在半路上时，日本方面即将其更名为和泉。购舰总费用除了之前的舰艇价格，还包括了手续费、返航费以及各种临时费用，总共花费323万6990日元。和泉一到达日本就立即投入到在金州一带进行巡逻的任务中去。
同年2月14日，日本方面为了发动澎湖战役，为和谈争取有利筹码，决定组建南方派遣军，预定抽调海军舰艇松岛、橋立、嚴島、千代田、吉野、浪速、高千穗、秋津洲、和泉等为南方派遣舰队主力。2月17日威海衛之戰结束，北洋舰队全军覆没。因应形势的发展，2月20日大本营发布了经修订的新命令，不再将和泉列入南遣舰队之列。
同年3月25日，日本海军将和泉编入西海舰队，这时候已经没有什么值得一提的海上行动。在稍早前，和泉进入了工厂进行了维修。日方有可能就是在这次维修时，在和泉的甲板上安装了3具14英寸（356）鱼雷发射管。
1898年（明治31年）3月21日，日本海军制定军舰及鱼雷艇等级，将3500吨以下的巡洋舰划分为三等巡洋舰。和泉也分入这一等级内。同年3月到次年，和泉进入橫須賀海軍工廠进行大修，舰上的锅炉全更换成新式的尼克劳斯型水管锅炉。
1900年10-12月期间，为了应对中国的义和团运动，和泉奉命在厦门一带进行活动。
1901-1902年，日本海军对和泉进行了一次大规模的武装升级，将舰上的主炮更换为两门阿姆斯特朗45倍径MK VII6英寸（152）单装炮，副炮则替换成6门阿姆斯特朗40倍径单装4.7英寸（119）速射炮，同时将原来的鱼雷发射管替换成更大的18英寸（457）版本；此外还将作战桅盘拆除以降低重心。

#### 日俄战争
1903-1904年间，日本和俄国之间为了争夺在朝鲜的权益而展开了激烈的竞争。12月下旬日本方面解散常备舰队，并将各舰艇重新编成为第一、二、三舰队，其中第一、第二舰队编组为联合舰队，片冈七郎海军中将的第三舰队则停泊于吴军港以及竹敷要港待命。此时性能比较落后的和泉编列入第三舰队第六战队（和泉、秋津洲、須磨、千代田）作为战队旗舰，战队司令为东乡正路海军少将。2月8-9日夜间日本对驻泊在旅顺港（俄方称亚瑟港）的太平洋舰队旅顺分舰队突然发动鱼雷袭击，日俄战争爆发。同年3月4日，第三舰队编入联合舰队。
同年6月23日05:40，日军负责监视港口的驱逐舰发现侦察防护巡洋舰诺维克号及一批舰艇从黄金山下出港。收到警报的日本舰艇立即从裏长山群岛泊地出航。其中10:30第六战队（明石、须磨、秋津洲、和泉）出发前往遇岩拦截。这次实际上是太平洋舰队旅顺分舰队的一次突围尝试，诺维克号、巴扬号、佩列斯韦特号、波尔塔瓦号、塞瓦斯托波尔号、帕拉达号、阿斯科利德号、狄安娜号等8艘主要舰艇率先抵达馒头山东南岸。11:00左右皇太子号、胜利号、列特维赞号也已经出港。面对倾巢出动的俄舰，日舰主力尚未抵达，此时在遇岩仅有少量舰艇。17:40第六战队各舰抵达遇岩，与提前一步到达遇岩的千代田会合，然后向着第一战队的方向退去，希望能将俄舰引诱过去。18:15日军主力赶到，20:00无心恋战的俄舰开始调头往北撤退。20:20联合舰队司令长官东乡平八郎海军中将下令让驱逐舰发动突击，其他各队撤往警戒地点。
同年7月25日，旅顺港内俄舰再次大举出动，巴扬号、狄安娜号、帕拉达号、诺维克号、阿斯科利德号，以及炮舰、驱逐舰、扫雷艇若干，出港向东前往鲜生角附近炮击日军陆军阵地。日军第五、第六战队立即驰援。18:32同队的千代田在小平岛西南偏南方向触雷负伤，只好由秋津洲护卫返回泊地。明石、须磨、和泉三舰则在帽岛以南进行监视，掩护千代田撤离。
随着日军在陆地上的推进，日军的陆军重炮已经可以对港内俄舰造成严重的威胁。8月10日俄舰被迫再次尝试突围，其时第六战队的和泉正在单独去往裏长山群岛的途中。第三舰队司令山田彦八海军少将率领第五战队（桥立、松岛、镇远），与俄舰保持接触。途中第五战队遇到和泉单舰从北方驶来，山田遂下令和泉跟随在后面。16:40山田看到第一战队在战队东南方向出现，认为第六战队多半也在附近，于是让和泉离队前往该处寻找第六战队。交战中俄军旗舰皇太子号司令塔受到日军大口径炮弹命中，司令威廉·维特捷夫特战死，俄舰陷入了混乱。第六战队保持在第一战队东南偏南方向，阻断俄舰的方向。乱战中阿斯科利德号突然离开俄军队列并高速脱离。第六战队司令东乡正路海军少将率领可用的3舰（明石、和泉、秋津洲）试图追击。当晚23:00第六战队开始往东南偏东的方向追踪，次日黎明发现阿斯科利德号在左前方位置。此时秋津洲引擎故障被迫脱队，只剩下明石、和泉两舰追击。不过阿斯科利德号凭借高速逃脱追兵抵达上海，日舰最终无功而返。
自从太平洋舰队旅顺分舰队遭到日军封锁困在港内，俄国方面即着手从波羅的海艦隊抽调舰艇组建第二太平洋舰队（原太平洋舰队改称第一太平洋舰队），由齐诺维·罗杰斯特文斯基海军中将率领一路北上。1905年5月27日前，第二太平洋舰队已经逐渐逼近。为了侦知俄国舰队的动向，防止第二太平洋舰队前往符拉迪沃斯托克（中文旧称海参崴），日本海军派出大量二线舰艇和改装巡洋舰从南太平洋起到符拉迪沃斯托克附近进行搜索。5月27日天没亮时，日本4艘改装巡洋舰（亚米利加丸、佐渡丸、信浓丸、满洲丸）在白濑的西面排开队列，秋津洲、和泉两舰则在东边不远处进行警戒。02:45信浓丸在白濑西北偏西40海里（74）处向东北方向航行时，发现左舷方向有一艘正向东航行的轮船的灯光，据此发现了第二太平洋舰队的踪迹。04:45信浓丸拍发出警报电报。就在附近的和泉接到电报后立即根据所述位置调整路线赶去，06:45起接替信浓丸进行监视。和泉一直跟随在俄舰队南边4—5海里（7—9）处，将俄国舰队的构成和阵型通过电报传达给日本舰队主力。
27日当天接到俄国舰队出现的警报后，东乡正路下令召集分散在各处的第六战队各舰。12:10第六战队前出至俄舰前方对俄舰保持接触。13:30日本主力舰从东方出现，第六战队退回至第五战队尾部。14:25第六战队奉命向南袭击俄国舰队的运输船。15:45第六战队遇到了正在和俄军轻型舰艇交战的第四战队，于是跟随在后方。16:20遇到一艘双桅双烟囱、受创失去航行能力的俄国辅助舰艇，第六战队遂对其展开炮击，16:35将其击沉。大约同一时间俄国第一战列舰战队及第一巡洋舰战队突然从第六战队左舷的雾气中出现向西航行，并展开炮击。第六战队苦战大约30分钟后，17:25到达俄国战列线尾部，调头向西南试图跟随在俄舰后方。17:40发现已经瘫痪的辅助巡洋舰乌拉尔号，17:51将其击沉。在附近还有着同样受重创的修理船勘察加号和战列舰苏沃洛夫公爵号。17:57第六战队在4000-6000米距离上对勘察加号进行射击，确认其已经无法挽回后，转为与第四、第五战队一同对苏沃洛夫公爵号射击。18:00东乡平八郎下令鱼雷艇队出动，第六战队遂脱离战斗前往会合点。当天的战斗和泉受到一发炮弹命中，3人战死，7人受伤。次日（28日），第六战队参加了对俄舰残存主力最后的围攻。
6月14日，日本方面重新调整编制，第六战队（须磨、千代田、和泉、秋津洲）划入片冈七郎海军少将指挥的第三舰队。为了入侵库页岛（俄方称萨哈林岛、日方称桦太），日军以第三、第四舰队编成为北遣舰队。7月4日09:00，片冈率领北遣舰队主力从大凑出港，护送桦太作战军独立第13师团第一次上陆部队的运输船队前往库页岛。7日日舰抵达登陆场，第六战队负责引导运输船队，并放下小艇协助登陆。此后第六战队在库页岛以及远东州地区进行了一系列的侦察、护卫、火力支援任务。

#### 结局
日俄战争战后和泉作为杂役船使用了一段时间，1912年4月1日除籍。1913年1月13日出售，15日交付长崎当地的企业进行拆解。舰艏的菊花纹章拆下来后送往三笠博物馆进行展出。

## 历任舰长

### 智利舰长
不详

### 日本舰长
下表系根据《日本海軍史》第9、10卷《将官履歴》，以及《官報》进行整理。
- 島崎好忠 海军大佐：1895年2月20日 - 1896年6月5日
- 高木英次郎 海军大佐：1896年6月5日 - 1896年11月17日
- 早崎源吾 海军大佐：1896年11月17日 - 1898年3月11日
- 斋藤孝至 海军大佐：1899年9月29日 - 1900年9月25日
- 成田胜郎 海军大佐：1900年9月25日 - 1901年5月16日
- 八代六郎 海军大佐：1901年10月1日 - 10月21日
- 鏑木誠 海军大佐：1901年11月13日 - 1902年10月23日
- 和田賢助 海军大佐：1902年10月23日 - 1903年4月12日
- 池中小次郎 海军中佐：1903年9月26日 -
- 石田一郎 海军大佐：1905年5月8日 - 12月12日
- 茶山豊也 海军大佐：1905年12月12日 - 1906年4月1日
- 真野巌次郎 海军大佐：1906年9月28日 - 1907年2月4日
- （兼）荒川規志 海军大佐：1907年2月4日 - 2月28日
- 東郷吉太郎 海军中佐：1907年2月28日 - 9月28日
- 山口九十郎 海军大佐：1907年9月28日 - 1908年9月25日
- 森義臣 海军大佐：1908年9月25日 - 11月20日
- 高木七太郎 海军中佐：1908年12月10日 - 1909年7月10日
- 舟越楫四郎 海军中佐：1909年7月10日 - 10月11日
- 小林惠吉郎 海军中佐：1909年12月1日 - 1911年12月1日